# Gucci
Ґуччі (італ. Gucci (також Дім Ґуччі (англ. House of Gucci)) — відомий італійський Дім моди та модний бренд. Ґуччі вважається одним із найвідоміших, престижних і легко впізнаваних модних брендів у світі. Дім Gucci належить французькому конгломерату Kering (колишній Pinault-Printemps-Redoute (PPR)) і є другою найбільшою за обсягами продажів модного компанією після LVMH. Штаб-квартира у Флоренції в Італії.

## Історія

### 1921—1983
Дім Gucci (House of Gucci) заснований у Флоренції в 1921 році Ґуччо Ґуччі (італ. Guccio Gucci) (1881—1953). У 1938 компанія розширюється і відкриває бутик у Римі. У 1947 році Gucci випускає сумку з бамбуковими ручками, яка досі є фірмовим продуктом компанії. Протягом 1950-х років компанія також розробляє фірмову смугасту вузьку міцну тканину та замшеві мокасини з металевими застібками. Після смерті Ґуччіо в 1953 році його син Альдо Ґуччі допоміг направити компанію до міжнародної популярності, відкривши перші бутіки в Лондоні, Парижі та Нью-Йорку. 

Навіть у ранні роки компанії сім'я Ґуччі була відома своїми лютими внутрішніми конфліктами. Розбіжності з приводу спадщини, фондових вкладень і щоденних управлінь магазинами часто розділяли сім'ю і зводили в союзи. Збори з приводу розширення мережі за кордоном і майбутнього компанії часто закінчувалися спалахами гніву і метаннями один в одного сумок і гаманців. Наприкінці 1960-х Gucci націлюється на Далекий Схід для свого подальшого розширення, відкривши магазини в Гонконзі, Токіо та Кореї. У той же час компанія розробляє свій відомий логотип GG (ініціали Ґуччі Ґуччі), шовковий шарф Flora, який носила голлівудська акторка Грейс Келлі, і плечову сумку Jackie O, яку зробила знаменитою Джекі Кеннеді, дружина президента США Джона Кеннеді. 

Наприкінці 1970-х Gucci залишалася однією з перших компаній з виробництва предметів розкоші у світі, поки серія катастрофічних ділових рішень і сімейних сварок майже не привела компанію до банкрутства. У той час брати Альдо і Родольфо Ґуччі контролювали рівно 50 % частки компанії. У 1979 році Альдо розробляє колекцію аксесуарів Gucci Accessories Collection, або GAC, припускаючи підтримати продаж сектора парфумерних товарів Gucci Parfums, якими займалися його сини. До GAC входять такі невеликі аксесуари, як косметички, запальнички та ручки, які коштували набагато менше, ніж інші каталогові аксесуари компанії. Альдо передоручає контроль над Parfums своєму синові Роберто через знесиленого контролю над загальним управлінням компанією з боку Родольфо. 

Альдо Ґуччі розширює інтереси компанії, вливаючись в нові ринки, включаючи угоду з American Motors Corporation (AMC). Автомобіль AMC Hornet 1972 року, укомплектований фургоном «Sportabout», став одним з перших американських автомобілів зі спеціальною розкішною комплектацією, створеної відомим модним дизайнером. Автомобілі від Gucci зсередини сміливо обшиті смугастої зеленої, червоної та бежевій текстурою, дизайнерськими емблемами, зовнішній колір авто також був підібраний дизайнером. Попри те що Gucci Accessories Collection розходилася добре, цей факт став одним з мотивів руйнування династії Ґуччі. Протягом декількох років продукти від Parfums стали продаватися краще, ніж від Accessories. Новоспечений оптовий бізнес став винятковим брендом для більш, ніж тисячі магазинів лінії GAC і тільки в США, погіршивши положення бренду серед модних споживачів. Як пише редактор Vanity Fair Грейдон Картер (англ. Graydon Carter), «в 1960-х і 1970-х роках Gucci була на вершині шику, завдяки таким іконам, як Одрі Хепберн, Грейс Келлі та Жаклін Онассіс. Але в 1980-х Gucci втрачає своє положення, стаючи клейким аеропортовим брендом.» Дешеві товари від Gucci наповнили маркети, далі принижуючи ім'я компанії. Тим часом, сімейні сварки позначалися не найкращим чином на справах компанії в Італії. Родольфо і Альдо посварилились з приводу відділення Parfums, мізерних 20 % від частки якого контролював Родольфо. У середині 1980-х, коли Альдо був засуджений за ухилення від сплати податків у США за показаннями власного сина, обурливі заголовки жовтої преси створювали публічний образ Gucci так само, як і товари компанії. Великі зміни в компанії відбулися після смерті Родольфо в 1983 році, коли він залишив свої 50 % частки компанії своєму синові Мауріціо Ґуччі (італ. Maurizio Gucci). Мауріціо разом з Паоло, сином Альдо, вирішив збільшити свій вплив в Раді директорів компанії і утворив для цього відділення ліцензування Gucci Licensing у Нідерландах. Після того, як решта сімейства покинуло компанію, вперше за останні роки лише одна людина стояла біля керма компанії Gucci. Мауріціо припинив сімейні розбіжності, які рвали компанію зсередини, і вирішив шукати інші таланти в ім'я майбутнього Gucci.

### Корпорація
Зміни в компанії, що відбулися наприкінці 1980-х років, зробили Gucci одним з найвпливовіших і прибуткових модних будинків у світі. У жовтні 1995 року компанія стала публічною і випустила акції на AEX і NYSE по $ 22 за кожну. 1997 також виявився досить вдалим для компанії, оскільки нею була придбана годинникова компанія Severin-Montres, перейменована згодом в Gucci Timepieces.

### Новий менеджмент
У 1989 році Мауріціо Ґуччі переконує Доун Мелло (англ. Dawn Mello) приєднатися до реструктурованої Gucci Group як виконавчого віце-президента і всесвітнього креативного директора. Біля керма Gucci America був Доменіко Де Сіль (італ. Domenico De Sole), колишній юрист, який допомагав Мауріціо в реструктуризації компанії в 1987 і 1989 роках. Останнім доповненням до креативної команди, у яку вже входили дизайнери від Джефрі Біна (англ. Geoffrey Beene) до Келвіна Кляйна, став молодий дизайнер Том Форд. Виріс в Техасі і Нью-Мексико, він цікавився модою з підліткового віку, але вирішив зайнятися кар'єрою дизайнера після того, як закінчив Школу Дизайну Parsons в 1986 році за архітектурної спеціальності. Мело наймає Форда в 1990 році, переконуючи свого партнера, письменника і редактора Річарда Баклі.

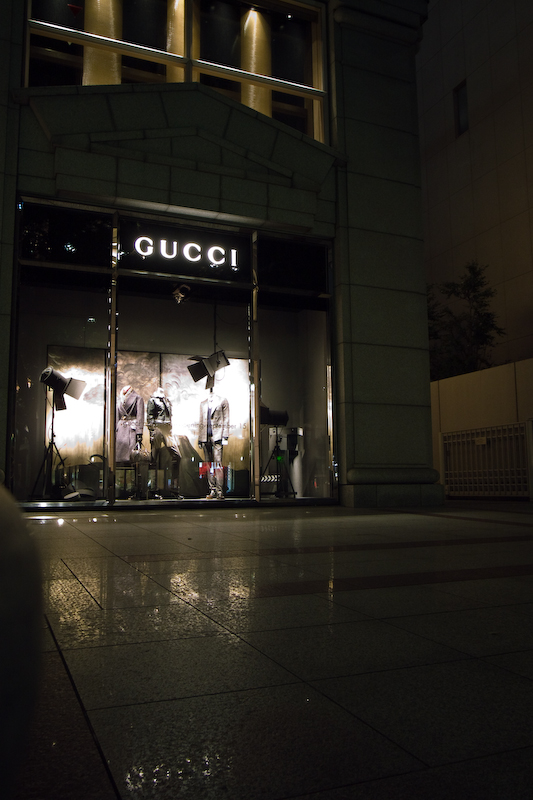
Магазин Gucci

Ранні 1990-ті стали, як це зараз зрозуміло, для Gucci гіршими роками в історії компанії. Мауріціо дратує дистриб'юторів, акціонерів Investcorp, і керівників у Gucci America тим, що різко стримує продажу Gucci Accessories Collection, яка в США окремо приносить 110 мільйонів доларів доходу щорічно. Нові аксесуари компанії не можуть подолати цього ослаблення і, як наслідок, наступні три роки компанія переносить важкі втрати та коливається на межі банкрутства. Мауріціо був симпатичним чоловіком, який пристрасно любив свій сімейний бізнес, але після чотирьох років більшість старших менеджерів компанії приймає рішення, що він нездатний більше керувати компанією. Його менеджмент набув несприятливого ефекту на бажаність бренду, якість продукції і керування розподілу. Він був змушений продати свої частки компанії Investcorp в серпні 1993 року. Доун Мелло повертається до своєї роботи в Bergdorf Goodman менш, ніж через рік після відходу Мауріціо, а позицію креативного директора займає 32-річний Том Форд. Форд пропрацював роки під ненадихаючим керівництвом Мауріціо та Мелло і тепер захотів повернути імідж компанії в новому напрямі. Де Сіль, що піднявся до посади президента і головного виконавчого директора Gucci Group NV, усвідомлює, що якщо Gucci стане прибутковою компанією, це зажадає нового іміджу, і він приймає нове бачення Форда.
Тим часом, Доменіко Де Сіль відхиляє запит компанії Arnault на раді директорів, де та хотіла отримати доступ до конфіденційної інформації компанії по заробітку, стратегічним зборам і дизайнерським концептом. Де Сіль протидіє випуском нових акцій для ослаблення значущості пакетів акцій Arnault. Він також наближається до французької компанії Pinault-Printemps-Redoute (PPR) з метою можливості формування стратегічного союзу. Франсуа Піно, засновник компанії, погоджується з цією ідеєю і набуває 37 млн акцій компанії, або 40 % частки. Частка Arnault розбавлена до 20 %. Юридична боротьба продовжилася вимогою поставити під сумнів законність нового партнерства Gucci-PPR. Тим не менш, суди Нідерландів остаточно підтримали угоду PPR, оскільки вона не порушує ділові закони країни. PPR зараз володіє 68 % групи. Другим великим акціонером є Crédit Lyonnais з 11 %. До вересня 2001 року угоду було розподілено між Gucci Group, LVMH і PPR. 2001 рік також став неймовірним роком для Gucci Group з придбанням відсотків компаній Bottega Venetta, Di Modolo, Balenciaga і з формуванням партнерства зі Stella McCartney.

### Том Форд залишає Gucci
Після невдалої спроби відновлення контракту з PPR в 2003 році, Том Форд і Доменіко Де Сіль вирішують покинути Gucci Group. Останнє шоу Форда для Gucci було поверненням до коріння його першої успішної колекції — до культу знаменитості. На рекламних принтах відображалися моделі в гладких, простих сукнях, натхненні гламуром зірок німого кіно 1920-х. Форд підвищив цінність доступною одягу прет-а-порте і використовував такі екзотичні матеріали, як шкіру алігатора і свинячу шкіру. Його колекція для Yves Saint Laurent послідувала після лідера попереднього сезону в жіночому одязі від Gucci з форменими кімоно та азійськими сукнями і з класичними смокінгами та куртками з чоловічої колекції. Оголошення про його відхід з компанії супроводила повний продаж багатьох речей у нью-йоркських магазинах, а списки очікування його останніх аксесуарів були сформовані протягом декількох днів після показу колекції в Мілані. У 2005 році Том Форд почав розробляти дизайн лінії косметики для Estee Lauder і спланував свою власну лінію прет-а-порте і аксесуарів під лейблом Tom Ford.

### Справжня творча група
Після відходу Форда Gucci Group втримала дизайнерів для продовження успіху головного лейблу компанії — Алессандро Факкинетті (італ. Alessandra Facchinetti) і Фріду Джанніні (італ. Frida Giannini), які працювали під креативним керівництвом Форда. Факкинетті виросла в посаді до креативного директора жіночого одягу в 2004 році та займалася дизайном протягом двох сезонів до свого відходу з компанії після управлінського конфлікту. Рей займав посаду креативного директора чоловічого одягу протягом трьох років до своєї відставки в січні 2006 року. 32-річна Джанніні, колишня відповідальної за розробку чоловічих і жіночих аксесуарів, в наш час[коли?] займає посаду Креативного директора цілого бренду. Колекція Джанніні весни 2006 року була хвалена за свою колірну гамму і енергію, вперше після сезону Форда 1995 відтворюючи ажіотаж навколо прет-а-порте від компанії. Колекції Джанніні з тих пір пішли від еротичних образів Форда 1990-х.

### Gucci сьогодні
Доходи бренду Gucci на сьогодні вражаючі — згідно з даними журналу BusinessWeek в 2008 році бренд Gucci заробив € 2.2 мільярда.
Gucci — це італійський бренд, найкраще продається у всьому світі, на момент вересня 2009 бренд Gucci був повноправним власником 278 магазинів у різних країнах.
Gucci Group є третім за величиною модним конгломератом, контролюючим бренди Gucci, Yves Saint Laurent, Alexander McQueen, Bedat & Co., Boucheron, Roger & Gallet, Stella McCartney and YSL Beaute.
Креативний директор Фріда Джанніні (італ. Frida Giannini) на висоті тримала марку знаменитого бренду Gucci з 2006 по 2014 роки. З визначних новинок модного дому можна відзначити запуск повноцінної лінії дитячого одягу від популярної італійської марки (до того малюкам були доступні тільки аксесуари бренду). Дебютна колекція дитячого одягу була представлена в червні 2010 року в Італії. В інших країнах світу вона з'явилась до серпня і продавалася в 40 фірмових бутіках бренду.
Другим відкриттям стало створення першої колекції ювелірних прикрас Дому Gucci. Вона була представлена на вечорі, присвяченому відкриттю Каннського фестивалю. Ювелірна колекція Gucci складалася з дев'яти унікальних прикрас, п'ять з яких вже продані. Решту можна придбати тільки в бутіках Gucci.
Перші прикраси каннській публіці показали Дженніфер Лопес і Сальма Хаєк — акторки з'явилися в них на вечорі Gucci Vanity Fair. Вироби були виконані ювелірами вручну. Колекція вийшла розкішною і дивовижною: кожна річ справді унікальна, приділено увагу найдрібнішим деталям, обрані виняткові матеріали. Наприклад, кільце, в якому Сальма Хаєк з'явилася на закритті кінофестивалю, виконано з рожевого золота, до центру поміщений морганіт (рожево-червоний берил), оточений коричневими огранованими діамантами.

### 90 років бренду Gucci
Напередодні 90-річчя бренду компанія мала намір замінити всі пластикові елементи на бавовну та екопапір. Починаючи з червня попереднього року в усіх 284 магазинах Gucci офіційно стартувала програма «озеленення» упаковки.
За словами креативного директора Gucci Фріди Джанніні, нова упаковка об'єднає минуле з сьогоденням, а розкіш стане синонімом відповідального ставлення до навколишнього світу. Зміни торкнуться і манекенів. Їх виготовлятимуть з полістирену в Італії та фарбуватимуть нешкідливими фарбами на основі води.

## Бренди

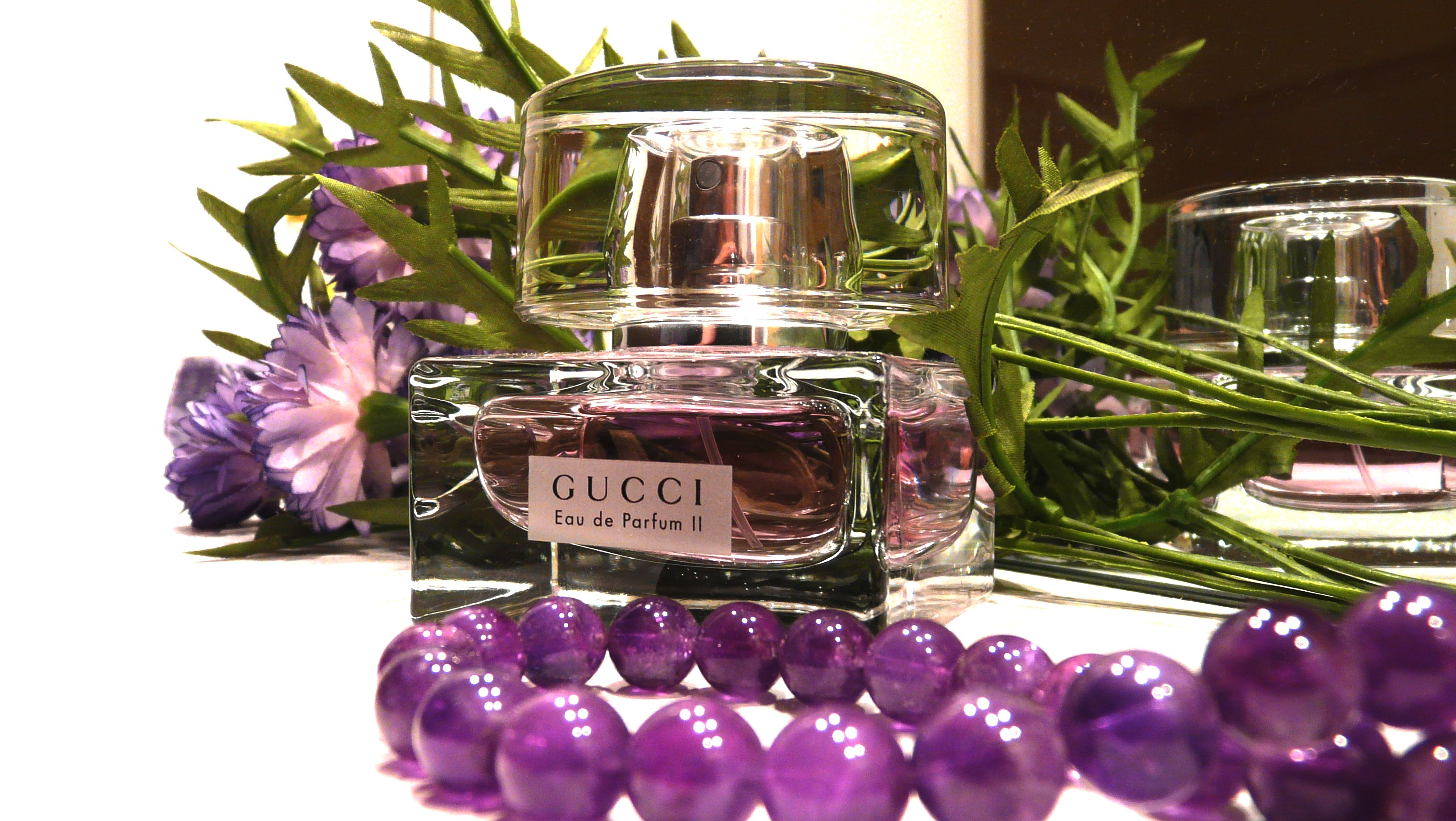
Eau de Parfum II

Gucci Group завдяки серії злиттів неухильно розширюється за межі бренду Gucci. До 2004 року Gucci Group володіє цілими частинами або  часткою наступних компаній і брендів:
- Одяг
  - Gucci (100 % частка власності і 100 % виробництва годинників)
  - Yves Saint Laurent (100 %, також 100 % — парфумерія та годинники)
  - Sergio Rossi (100 %)
  - Bottega Veneta (78.5 %)
  - Alexander McQueen (51 %, також парфумерія — 100 %)
  - Stella McCartney (50 %, також парфумерія — 100 %)
  - Balenciaga (91 %)
- Парфумерія
  - Roger & Gallet
  - Boucheron (також ювелірна справа та годинники)
  - Ermenegildo Zegna
  - Oscar de la Renta
- Годинники
  - Bedat & Co (85 %)

Компанія Gucci була названа European Business Press Federation як «Європейська компанія 1998 року», як за економічні, фінансові успіхи і стратегічне бачення, так і за якісний менеджмент. Світові офіси і штаб-квартири компанії розташовані у Флоренції, Парижі, Лондоні та Нью-Йорку. Штаб-квартири PPR — в Парижі.
Брендові магазини Gucci в Сполучених Штатах:
- Нью-Йорк, штат Нью-Йорк
- Беверлі-Хіллз, Каліфорнія
- Чикаго, Іллінойс
- Бал-Харбор, Флорида
- Гонолулу, Гаваї
- Бостон, Массачусетс
- Сан-Франциско, Каліфорнія